# أديس
أديس هي قرية ريفية في إقليم طاطا ضمن جهة كلميم السمارة بالمغرب. كان مجموع عدد سكان البلدية أديس 5.916 نسمة يعيشون في 852 أسرة.(تعداد السكان الرسمي 2004).